# BingX
BingX est une plateforme d'échange de cryptomonnaies mondiale fondée en 2018. Elle compte plus de 10 millions d'utilisateurs et propose des services tels que le trading au comptant, les produits dérivés et le copy trading. BingX propose également la gestion d'actifs. 
La plateforme est ouverte à tous les niveaux de traders,.

## Histoire
BingX est créée en 2018.
En 2019, elle introduit le copy trading, devenant la première plateforme d'échange de cryptomonnaies à fournir des services de social trading à l'échelle mondiale,.
En 2020, l'expansion mondiale se poursuit, avec plus de 10 langues prises en charge,.
En 2022, BingX dépasse les 5 millions d'utilisateurs dans le monde,. 
En 2023, elle se concentre sur l'expansion de l'écosystème de sa plateforme[pas clair] et s'engage dans diverses activités caritatives.
En 2024 : BingX établit un partenariat avec le Chelsea F.C.,

## Récompenses
- En 2021-2023, BingX reçoit le titre de meilleure plateforme d'échange de cryptomonnaies de la part de TradingView[13].
- En 2022, BingX est récompensée par le magazine Global Brands par le titre de plateforme sociale de trading à la croissance la plus rapide[14].
- BingX fait partie du Top Ranking de CoinGecko et CoinMarketCap[15].